# Гриневичи (Омская область)
Гриневичи — деревня в Тарском районе Омской области России. Входит в состав Атирского сельского поселения.

## История
В 1928 г. состояла из 53 хозяйств, основное население — поляки. В составе Боровского сельсовета Знаменского района Тарского округа Сибирского края.

## Население
| 1926 | 2002 | 2010 |
| ---- | ---- | ---- |
| 306  | ↘189 | ↘186 |